# Juguang
Juguang (chinesisch 莒光鄉, Pinyin Jǔguāng xiāng, Min Dong: Gṳ̄-guŏng-hiŏng) ist eine nahe dem chinesischen Festland (Provinz Fujian) am südwestlichen Ende des Ostchinesischen Meeres gelegene Inselgruppe und Landgemeinde innerhalb der Matsu-Inseln (Landkreis Lienchiang) der Republik China (Taiwan).

## Lage und Beschreibung

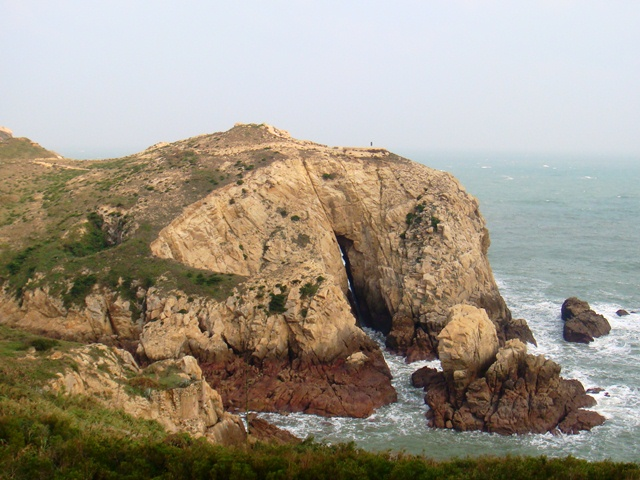
Die Geheimnisvolle kleine Bucht

Juguang bildet das südliche Ende des grob westwärts gerichteten Bogens, den die Matsu-Inseln beschreiben. Die Entfernung zum chinesischen Festland beträgt etwa 25 km, die nach Keelung auf Taiwan circa 180 km. Die Gemeinde besteht aus den zwei Kilometer voneinander entfernten Inseln Dongju (東莒) und Xiju (西莒) sowie einigen kleinen unbewohnten Inseln. Dongju hat eine von Nordost nach Südwest langgestreckte Form, das nordwestlich davon liegende Xiju hat den Umriss eines Dreiecks. Die Landgemeinde ist in fünf Dörfer unterteilt: Daping (大坪) und Fuzheng (福正) auf Dongju sowie Tianwo (田沃), Qingfan (青帆) und Xiqiu (西坵) auf Xiju. Ungefähr drei Viertel der Bevölkerung leben auf Xiju.
Die Inseln bestehen weitgehend aus Granitgestein, das durch Wind- und Meererosion bizarr geformt wurde. Sie sind ein Lebensraum für viele Seevögel wie etwa die Seeschwalben, die hier den Sommer verbringen und für die auf der westlich von Xiju gelegenen unbewohnten Insel Shedao ein Schutzgebiet ausgewiesen wurde.
Juguang verfügt über einige Sandstrände. Die höchsten Erhebungen sind die Berge Xilu Shan (西路山) und Wushi Ling (武士嶺) auf Xiju, beide um die 180 m hoch.

## Geschichte

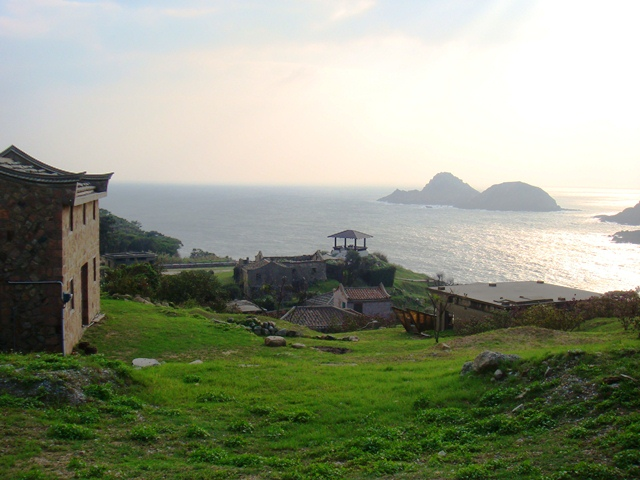
Blick aufs Meer bei Dapu

Dongju und Xiju hießen ursprünglich wegen zweier lokaler Bergumrisse, deren Form an Hunde erinnerte, Dongquan (東犬, Östlicher Hund) und Xiquan (西犬, Westlicher Hund). In Anlehnung an das aus der Frühlings- und Herbstperiode stammende Sprichwort Wu wang zai Ju (毋忘在莒), das sich auf die Rückeroberung eines verlorenen Territoriums bezieht, wurde die zweite Silbe der Inselnamen 1971 in ju (莒) umbenannt, um an das Ziel der Rückeroberung des im Chinesischen Bürgerkrieg verlorengegangenen chinesischen Festlands zu erinnern, das die nach Taiwan geflüchtete Kuomintang-Regierung verfolgte. Gleichzeitig wurde der bisherige Name der Inselgruppe von Baiquan (白犬, Weiße Hunde) in Juguang (莒光, Glanz von Ju) geändert.
Juguang wurde des Öfteren von Seeräubern heimgesucht. Im Jahr 1617 nahm der Ming-Kommndant Shen Yourong auf Dongju 69 Piraten gefangen. Eine 1630 angefertigte Felseninschrift in Dapu am Südende der Insel erinnert an dieses Ereignis.
Nach dem Bürgerkrieg waren die Matsu-Inseln politisch vom Festland getrennt und lagen an der Frontlinie zwischen Volksrepublik und Republik China. Hiervon zeugen in Juguang zahlreiche Armeegebäude und Befestigungsanlagen, die heute teilweise nicht mehr genutzt werden und der Öffentlichkeit zugänglich sind. Die Inseln standen bis 1992 unter der Verwaltung des Militärs.

## Verkehr und Wirtschaft

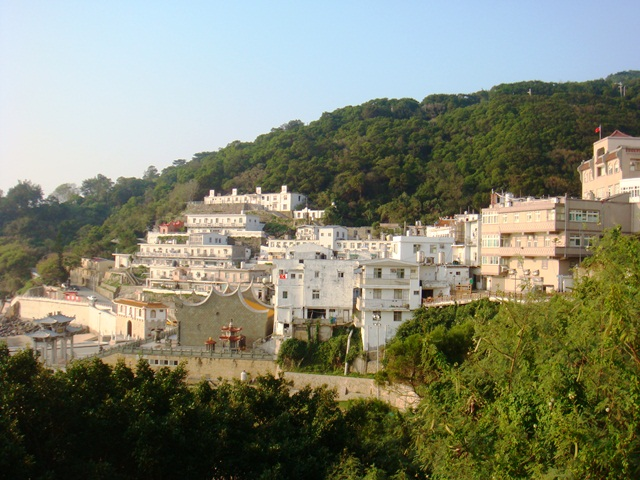
Blick auf Qingfan

Zwischen Dongju und Xiju verkehrt täglich mehrmals eine Fähre. Außerdem existiert eine Schiffsverbindung zur nächstgelegenen Matsu-Insel Nangan. Juguangs Haupthafen liegt in Qingfan auf Xiju. Beide Inseln haben einen Hubschrauberlandeplatz, aber es gibt keine Buslinie.
Der traditionell wichtigste Wirtschaftszweig Juguangs ist die Fischerei, daneben gibt es in begrenztem Wissen Landwirtschaft. Seit dem Ende der Militärverwaltung ist der Tourismus zu einem bedeutenden Faktor geworden. Größtes Unternehmen ist eine Brennerei, in der Spirituosen wie der Kaoliang-Schnaps hergestellt werden.
Sowohl Dongju als auch Xiju verfügen über ein kleines Kraftwerk. Auf Xiju gibt es zudem einen Stausee.

## Kultur und Sehenswürdigkeiten

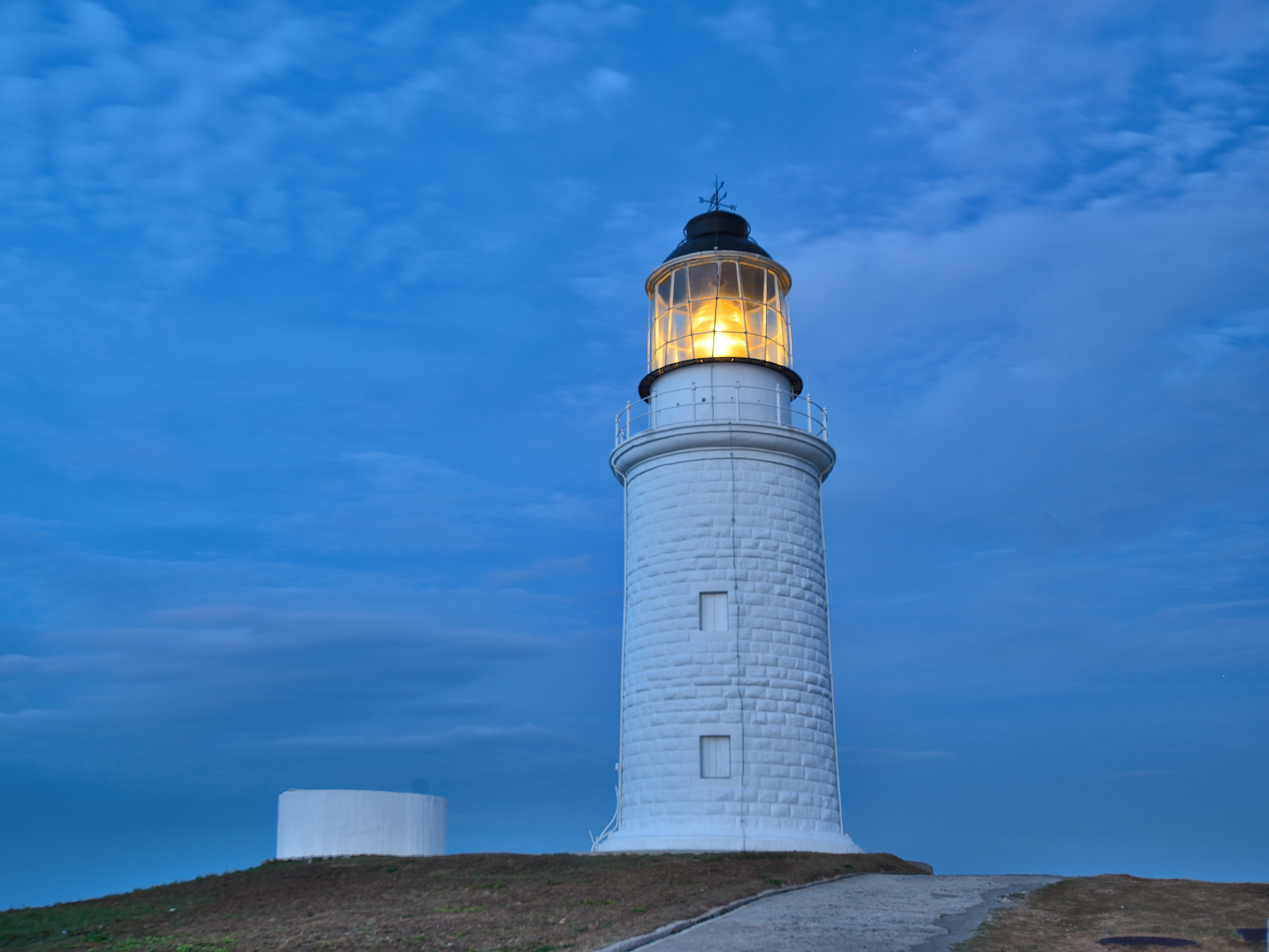
Der Dongju-Leuchtturm

Juguangs durch Erosion malerisch geformte Landschaft ist durch Wanderwege erschlossen. Eine bekannte Naturschönheit ist die Geheime kleine Bucht (神秘小海灣 Shenmi xiao haiwan) bei Daping an der Ostküste von Dongju. Eine Attraktion bei Nacht sind die im küstennahen Wasser schimmernden Meeresleuchttierchen (Noctiluca scintillans) bei Fuzheng.
Am Nordostende der Insel Dongju steht der Dongju-Leuchtturm, der 1872 mit britischer Unterstützung errichtet wurde. Auch ehemalige Befestigungsanlagen aus dem 20. Jahrhundert sind heute touristische Sehenswürdigkeiten, wie z. B. der Liusi Judian (六四據點, Stützpunkt 4. Juni) bei Dapu, ebenfalls auf Dongju. Unweit hiervon kann man die Felseninschrift Dapu Shike (大埔石刻) über eine erfolgreiche Piratenbekämpfung aus dem Jahr 1630 besichtigen.
Religiöses Zentrum Juguangs ist der Marschall-Chen-Tempel (威武陳元帥廟 Weiwu Chen Yuanshuai Miao) in Qingfan, dessen Anfänge im 17. Jahrhundert liegen und dessen Namensgeber und Gottheit neben Mazu ein weiterer Schutzpatron der Matsu-Inseln ist. Der Tempel in Juguang soll das Grab des Marschalls beherbergen.
Kulinarisch ist Juguang für seine Meeresfrüchte bekannt. Zu den Spezialitäten zählen Krebse, Muscheln, Meeresschnecken und Fischklöße.
Wie auf allen Matsu-Inseln wird auch in Juguang neben Hochchinesisch der Dialekt Mazu, eine Variante des Min Dong gesprochen.